# A magyar beat aranykora
A magyar beat aranykora a Reader's Digest 1997-ben megjelent válogatáslemeze, kis- és nagykereskedelmi forgalomban nem kapható, kizárólag a kiadó forgalmazza. 
Az 5 CD-lemezes kiadvány 
CD 1: Koncz Zsuzsa      – számait tartalmazza -
CD 2: Illés             – számait tartalmazza -
CD 3:Zorán és a Metró  – számait tartalmazza -
CD 4: Omega             – számait tartalmazza -
CD 5: többek között Kovács Kati, Bergendy-együttes és Máté Péter –  számait tartalmazza – "Gondolsz-e majd rám?" néven

## A magyar beat aranykora  CD1: Koncz Zsuzsa
1. Gézengúz
2. Nincsen olyan ember
3. Miszter Alkohol
4. Rohan az idő
5. Ahogy lesz úgy lesz
6. Mama kérlek  [Bródy János / Bródy János]
7. Elszállt a nyár
8. A Kárpáthyék lánya  [Szörényi Szabolcs / Bródy János]
9. Ne vágj ki minden fát
10. Zöld szemem kék
11. Ez az a ház
12. Szőke Anni balladája
13. Ajánlás
14. Állatkerti útmutató  [Bródy János / Devecseri Gábor]
15. Altató
16. Kertész leszek
17. Szólj kedvesem
18. Valaki kell hogy szeressen

## A magyar beat aranykora  CD2: Illés
Minden dal Szörényi Levente és Bródy János szerzeménye, kivéve azok, ahol a szerzőség jelölve van.
1. Az utcán  – 3:07
2. Még fáj minden csók  – 2:40
3. Holdfény  – 4:06
4. Nyári mese  – 2:27
5. Sárga rózsa  – 3:50
6. Bolond lány  – 3:50
7. Little Richard  – 2:16
8. Amikor én még kis srác voltam  – 2:50
9. Régi dal  (Szörényi Szabolcs-Bródy János) – 3:02
10. Az ész a fontos, nem a haj  (Szörényi Szabolcs-Bródy János) – 3:59
11. Óh, kisleány  (Illés Lajos-Bródy János) – 2:38
12. Sárika  (Szörényi Szabolcs-Bródy János) – 2:13
13. Kéglidal  – 3:35
14. Élünk és meghalunk  (Illés Lajos-Bródy János) – 2:47
15. Kislány, add a kezed  – 3:40
16. Ne sírjatok lányok  – 3:00
17. A tündér  (Illés Lajos-Tolcsvay Béla) – 2:45
18. Good-Bye London  – 3:23

## Közreműködők
- Illés Lajos – billentyű, ének
- Szörényi Levente – ének, gitár, vokál
- Szörényi Szabolcs – ének, basszusgitár, vokál
- Bródy János – gitár, ének
- Pásztory Zoltán – dob, ütőhangszerek

## A magyar beat aranykora  CD3: Zorán és a Metró
1. Mi fáj?  [Boros/Nikolics]
2. Régi kép: szobrok  [Sztevanovity/Schöck]
3. Ülök egy rózsaszínű kádban  [írta: Sztevanovity Dusán]
4. Mária volt  [Sztevanovity/Sztevanovity]
5. Adj valamit  [Presser Gábor – Sztevanovity Dusán]
6. Ahogy volt, úgy volt  [Presser Gábor – Sztevanovity Dusán]
7. Valahol mélyen a szívemben  [Presser Gábor – Sztevanovity Dusán]
8. Gyere velem  [Presser Gábor – Sztevanovity Dusán]
9. Hé' 67  [Presser Gábor – Sztevanovity Dusán]
10. Kócos ördögök  [Sztevanovity/Sztevanovity]
11. Mi kéne még  [Presser G. – Sztevanovity D.]
12. Apám hitte  [Sztevánovity Dusán – Presser Gábor – Sztevánovity Zorán]
13. Nekem nem elég  [Sztevánovity Dusán – Presser Gábor – Sztevánovity Zorán]
14. Amikor elmentél tőlem  [Presser G. – Sztevanovity D.]
15. Romantika  [Presser Gábor – Sztevanovity Dusán
16. Uram, a dolgok rosszul állnak!  [Sztevanovity Zorán; Sztevanovity Dusán]
17. Ne várd a májust  [Bródy János]
18. Szép Júlia  [Presser Gábor – Sztevanovity Dusán]
19. Szeretnél-e még?  [Babos Gyula – Sztevanovity Dusán]

## A magyar beat aranykora  CD4: Omega
1. Rózsafák
2. Ismertem egy lányt
3. Nem tilthatom meg
4. Trombitás Frédi  [Presser/Adamis]
5. Ha én szél lehetnék [Presser/Adamis]
6. Petróleumlámpa  [Presser/Adamis]
7. Gyöngyhajú lány  [Presser/Adamis]
8. 958-as Boogi-woogie klubban  [Presser/Adamis]
9. Addig élj!  [Molnár-Kóbor]
10. Életfogytig rock and roll  [Omega/Sülyi]
11. Naplemente  [Presser/Adamis]
12. Régi csibészek  [Presser/Adamis]
13. Azt mondta az anyukám  [Presser/S. Nagy]
14. Ballada a fegyverkovács fiáról  [Presser/Adamis]
15. Léna  [Omega/Várszegi]
16. Omegautó  [Kóbor/Molnár/Sülyi]

## A magyar beat aranykora  CD5: Gondolsz-e majd rám?
Válogatás
1. Kex – Elszállt egy hajó
2. Kex – Család
3. Corvina – Hej doktor
4. Corvina – Egy viharos éjszakán
5. Scampolo – Maradj egy percig
6. Kovács Kati – Átmentem a szivárvány alatt
7. Bajtala – Cigánylány
8. Taurus – Akire szerelemmel nézek
9. M7 – Nincs arra szó (Jupápápá)
10. Neoton – Kell hogy várj
11. Máté Péter – Úgy várom jössz e már
12. Máté Péter – Azt súgta a szél
13. Bergendy – Darabokra törted a szívem
14. Generál – Kövér a nap
15. Express – Ó egy kis csók
16. Express – Tamburmajor
17. Szécsi Pál – Szöszi
18. Szécsi Pál – Mint a violák
19. Echo – Egy cserép kaktusz
20. Echo – Gondolsz-e majd rám